# Aras (Fluss)
Der Aras, Araks oder Arax (aserbaidschanisch Araz, persisch ارس Aras, armenisch Արաքս Araks, kurdisch Erez, urartäisch Muna, griechisch Araxes, türkisch Aras Nehri) ist mit 1072 km Länge der längste Nebenfluss der Kura in Vorderasien. Er wird von den Brücken von Choda Afarin
gequert.

## Flusslauf
Der Aras entspringt in der Türkei in der Region Ostanatolien, südlich von Erzurum im Bingöl-Gebirge. Von seiner Quelle verläuft er in Richtung Osten, wobei er den Berg Ararat nördlich passiert. Etwa in dieser Gegend bildet der Fluss zugleich die Grenze zu Armenien. Später ist er Grenzfluss zwischen Iran und der aserbaidschanischen Exklave Nachitschewan sowie weiterhin zwischen Iran und Armenien bzw. Aserbaidschan selbst. In Aserbaidschan durchfließt er die Mugansteppe und mündet schließlich in den Unterlauf der Kura und mit dieser in das Kaspische Meer.

## Identifizierung mit dem biblischen Fluss Gihon
Der Ägyptologe David Rohl hält den Aras für den historischen Gihon, welchen die Bibel (Genesis 1. Mose 2,11) bei der Beschreibung des Garten Edens als einen der vier aus dem Garten strömenden Flüsse nennt. Rohl führt ein Dokument aus der Zeit der islamischen Invasion in Persien an, das die Bekanntheit des Aras unter dem Namen Gyhun bis ins 7. Jahrhundert belege. Der alte Name der Region am Gyhun habe Kusch gelautet, ein Name, der ebenfalls im biblischen Schöpfungsbericht erwähnt wird. Einer der Gipfel in der Region heißt auch heute noch Kuscha-Dagh („Berg von Kusch“).

## Der Aras als russisch-persischer Grenzfluss
Nach dem Russisch-Persischen Krieg (1804–1813) wurde der Aras zusammen mit dem Unterlauf der Kura vom Kaspischen Meer bis zur heutigen Ostgrenze der aserbaidschanischen Exklave Nachitschewan mit dem Frieden von Gulistan die nördliche Grenze Persiens unter der Kadscharen-Dynastie zum Russischen Kaiserreich. Mit dem auf den russisch-persischen Krieg (1826–1828) folgenden Frieden von Turkmantschai wurde der Aras auch weiter im Westen die Nordgrenze Persiens zum Russischen Kaiserreich, während im Osten am Kaspischen Meer sich die Grenze nach Süden auf die heutige Grenzlinie zwischen Aserbaidschan und Iran verschob.

## Stromerzeugung
Die beiden Anrainerstaaten des Flusses betreiben am Aras, wo er den Grenzfluss zwischen Aserbeidschan und Iran bildet, gemeinsame Wasserkraftanlagen, die Aras-Talsperre (⊙), die Choda-Afarin-Talsperre (⊙) und die Giz-Galasi-Talsperre (⊙). Letztere wurde am 19. Mai 2024 von den Präsidenten beider Staaten eingeweiht. Auf dem Rückflug von dieser Veranstaltung stürzte einer der drei iranischen Hubschrauber ab. Dabei starben u. a. der iranische Präsident Ebrahim Raisi und der Außenminister Hossein Amir-Abdollahian.